# Kepler-1625b I

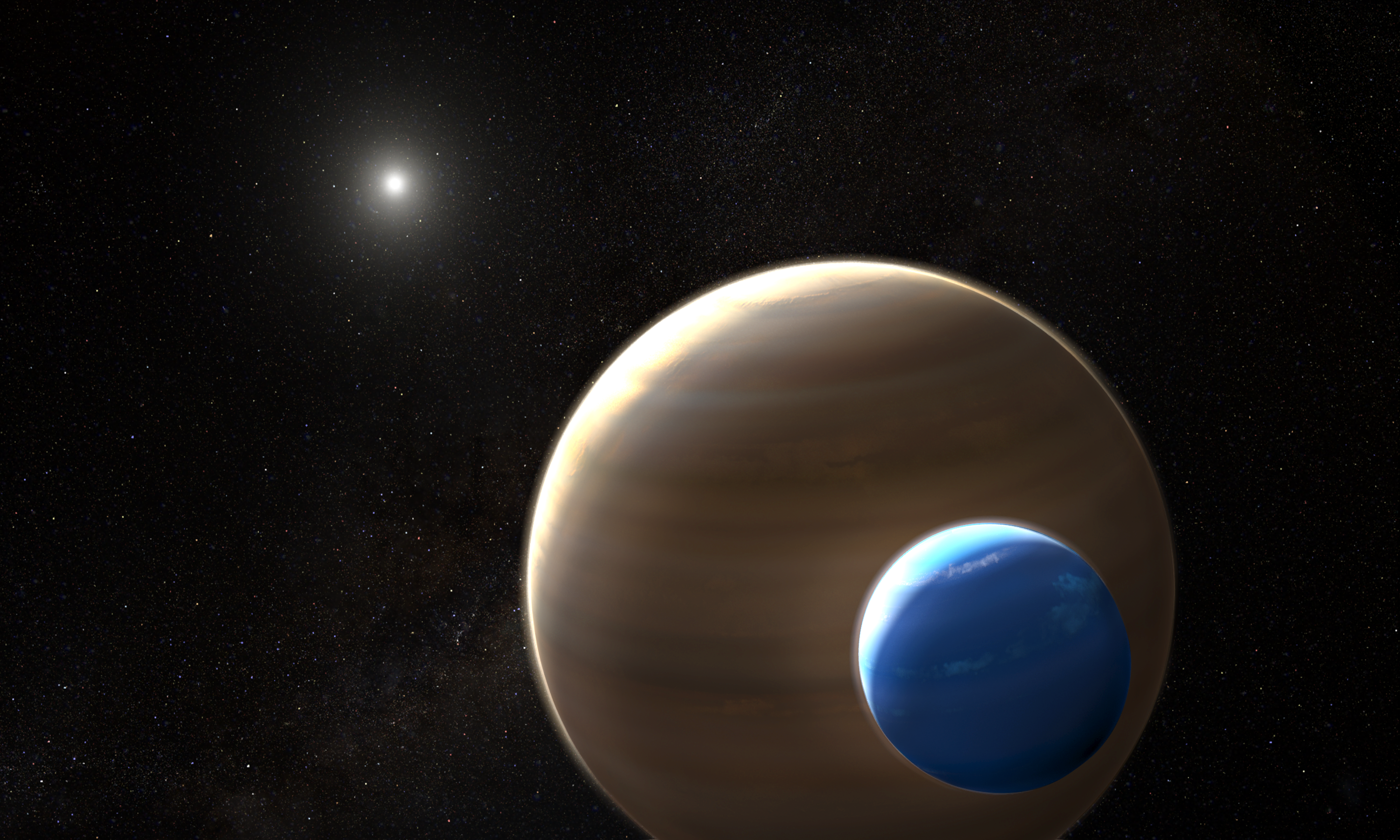
Ngoại vệ tinh tự nhiên Kepler-1625b I quay quanh ngoại hành tinh Kepler-1625b (hình minh họa).

Kepler 1625b I, một vệ tinh tự nhiên có thể của ngoại hành tinh Kepler-1625b, có thể là ngoại Mặt Trăng đầu tiên được phát hiện (đang xác nhận và chờ xử lý), và lần đầu tiên được phát hiện ra sau khi quan sát sơ bộ bởi Kính viễn vọng Không gian Kepler. Một chiến dịch quan sát kỹ lưỡng hơn của Kính viễn vọng Không gian Hubble đã diễn ra vào tháng 10 năm 2017, cuối cùng dẫn đến một bài báo khám phá được công bố trong "Những tiến bộ khoa học" vào đầu tháng 10 năm 2018. Các nghiên cứu liên quan đến việc phát hiện ra Mặt Trăng này cho thấy ngoại hành tinh chủ có thể đạt xấp xỉ trong kích thước khối lượng sao Mộc và Mặt Trăng được cho là xấp xỉ khối lượng của sao Hải Vương. Có khả năng ngoại vệ tinh tự nhiên lớn có thể có một vệ tinh quay quanh vệ tinh, được gọi là vệ tinh của vệ tinh. Kepler-1625b I có thể sinh sống được, xem xét các hành tinh chủ có nhiệt độ cân bằng đạt khoảng 253 K (−20 °C; −4 °F).
Tuy nhiên, một phân tích lại dữ liệu được công bố vào tháng 4 năm 2019 đã kết luận rằng dữ liệu phù hợp hơn với mô hình hành tinh duy nhất. Theo nghiên cứu này, sự khác biệt là một yếu tố của việc giảm dữ liệu và Kepler-1625b I có khả năng không tồn tại.